# Verzorgingsplaats Dekkersland
Verzorgingsplaats Dekkersland is een Nederlandse verzorgingsplaats gelegen aan de A28 Utrecht-Groningen tussen afritten 22 en 23 nabij Staphorst.
Dekkersland ontleent zijn naam aan een naburig gemaal, gelegen in een gebied met dezelfde naam. Het gemaal heeft op de nominatie gestaan om te worden gesloopt, zodat het gehele gebied door gemaal Kostverlorenzijl kon worden overgenomen. Uiteindelijk heeft men besloten gemaal Dekkersland te renoveren. Dit werk was eind 2005 voltooid.
Richting Groningen: Vanenburg · Dasselaar · Leuvenhorst · Willemsbos · De Kraaienberg · Bornheim · De Markte · Dekkersland · Lageveen · Smalhorst · Peelerveld · Glimmermade
Richting Utrecht: Witte Molen · Zeijerveen · De Mussels · Panjerd · Haerst ·  't Loo · Vosbergen · De Haere · Hendriksbos · Drielander · Oldenaller · Hooglanderveen